# De Punt (gebouw)
De Punt is de bijnaam van een hoekpand gelegen aan de Gerard Doustraat 129-137 (oneven) en Quellijnstraat 152-156 te Amsterdam.
De bijnaam dankt het aan het feit dat de straten elkaar in een scherpe hoek kruisen. Dat werd veroorzaakt door het feit dat tijdens de inrichting er bij de planning van De Pijp gebruikgemaakt moest worden van twee inrichtingen. De een net ten zuiden van de Stadhouderskade was van stadsplanoloog Jacobus van Niftrik (de Noordelijke Driehoek). De ander was een gevolg van de slotenplanning van Jan Kalff. Een van die sloten, de Zaagmolensloot en bijbehorende paden zouden na plemping de Albert Cuypstraat vormen. 
De onopvallende gebouwen van Neoclassicistische architectuur zijn in baksteen opgetrokken met een houtbewerkte kroonlijst. Het was een ontwerp van aannemer en architect Willem Stapelkamp uit Haarlem. Ze herbergen bedrijfsruimten en bovenwoningen. De punt van het complex wordt gevormd door het adres Gerard Doustraat 137, dat op de punt slechts één dubbele deur breed is. De panden zijn in 1998 gerenoveerd, maar staan wel enigszins uit het lood. Daarna is de begane grond in gebruik door het wijkcentrum van De Pijp. 

## Tweede Punt

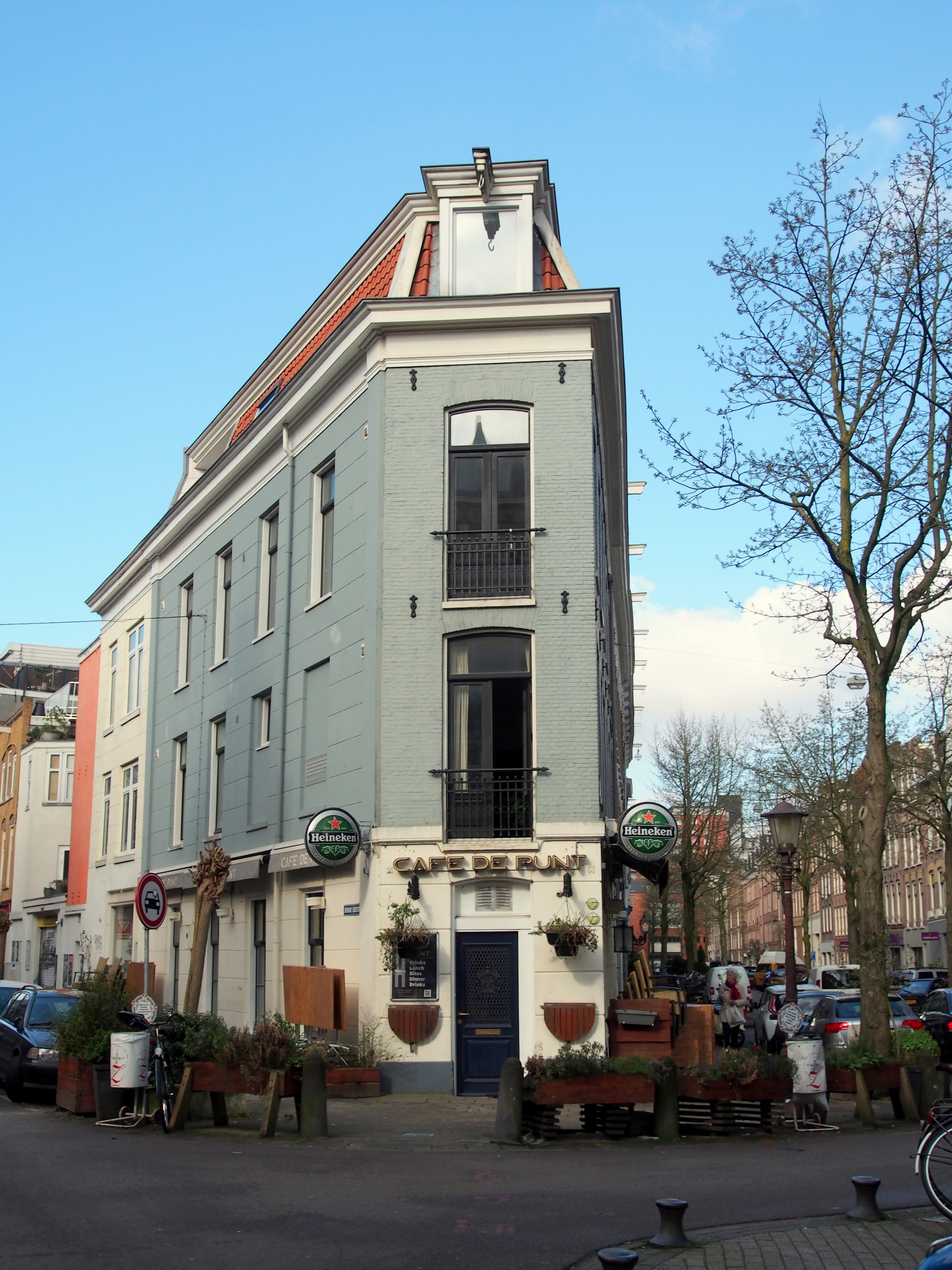
De tweede Punt (april 2016)

De kruising Gerard Doustraat 159-165, Tweede Jacob van Campenstraat 142-150 tegenover Gerard Doustraat 220 laat eenzelfde puntconstructie zien, maar is geen monument.
Hier is van oudsher een café gevestigd, sinds het eind van de 20e eeuw ook met de naam "De Punt".